# Enric Bou i Maqueda
Enric Bou i Maqueda (Barcelona, 3 de març de 1954) és un crític literari i historiador de la literatura catalana. Doctor en Filosofia i Lletres per la Universitat Autònoma de Barcelona i llicenciat en Filologia Hispànica, obtingué beca d'investigació del Centre d'Estudis d'Història Contemporània de Barcelona. Catedràtic d'Estudis Hispànics a la Universitat de Brown (1996-2011), professor de Literatura espanyola i catalana a la Università Ca' Foscari de Venècia
És membre de la Modern Language Association, de l'Associació Internacional Llengua i Literatura Catalanes, de la Assoziacione Italiana Studiosi catalanística i de l'American Catalan Society, així com membre fundador de la Societat Geogràfica Espanyola.

## Carrera literària
Enric Bou ha dedicat bona part de la seua obra publicada a l'assaig literari i lingüístic. Ha publicat diverses monografies dedicades a poetes catalans com ara Guerau de Liost, Joan Maragall o Josep Carner.
L'any 2003 publica La crisi de la paraula junt Joaquim Molas Batllori, en el qual tracta tècniques de la poesia visual, els dibuixos formats amb paraules o els cal·ligrames, que s'han prodigat des de l'antigüitat clàssics fins als moviments d'avantguarda. Per a Bou, "la poesia visual només es pot llegir".
Ha col·laborat a la Història de la literatura catalana d'Ariel i ha estat l'editor dels volums Panorama crític de la literatura catalana. VI. Segle XX. De la postguerra a l'actualitat, 2009, i Panorama crític de la literatura catalana. V. Segle XX. Modernisme, Noucentisme, Avantguarda, 2010. El 2013 dirigeix l'obra Panorama crític de la literatura catalana. Segle XX: del modernisme a l'avantguarda, dedicada a textos entre el 1900 i el 1939. Bou aposta en aquest volum pels corrents i els grups literaris per sobre dels noms individuals.
És antòleg de Pere Gimferrer i editor de l'obra completa de Pedro Salinas, dividida en tres volums. Entre les aportacions d'aquest projecte hi ha l'aparició de gairebé mig miler de cartes inèdites de l'escriptor madrileny.
És col·laborador als diaris El País i El Periódico i de les revistes Hispanic Review i Catalan Review.

## Obra
Estudis literaris
- Natura, amor, humor: la poesia de Guerau de Liost. Barcelona: Ed. 62, 1985
- Josep Carner: llengua i literatura. Barcelona: Empúries, 1985
- Poesia i sistema: la revolució simbolista a Catalunya. Barcelona: Empúries, 1989
- "Somnis", de Guerau de Liost. Barcelona: Empúries, 1993
- Papers privats: assaig sobre les formes literàries autobiogràfiques. Barcelona: Ed. 62, 1993
- Nou diccionari de literatura catalana. Barcelona: Ed. 62, 2000
- La crisi de la paraula (amb Joaquim Molas Batllori). Barcelona: Ed. 62, 2003
- Direcció de diversos volums de Panorama crític de la literatura catalana (Barcelona: Vicens Vives)
- Desviacions. Proses de viatge. (L'Avenç, 2013)

En castellà
- Pintura en el aire. Arte y literatura en la modernidad hispánica, 2001 [estudis literaris; castellà]
- Daliccionario. Objetos, mitos y símbolos de Salvador Dalí, 2004 [estudis literaris; castellà]
- Edició literària de Obras completas de Pedro Salinas, Volumen I: Poesia, narrativa, teatro, Volumen II: Ensayos completos, Volumen III: Epistolario (Càtedra, 2007).